# Olha Ljachowa
Olha Olexandriwna Ljachowa  (ukrainisch Ольга Олександрівна Ляхова; englisch Olha Lyakhova; * 18. März 1992 in Rubischne) ist eine ukrainische Mittelstreckenläuferin, die sich auf den 800-Meter-Lauf spezialisiert hat.

## Sportliche Laufbahn
Erste Erfahrungen bei internationalen Meisterschaften sammelte Olha Ljachowa im Jahr 2009, als sie bei den Jugendweltmeisterschaften in Brixen in 2:05,67 min den siebten Platz im 800-Meter-Lauf belegte. Im Jahr darauf schied sie bei den Juniorenweltmeisterschaften im kanadischen Moncton mit 2:09,24 min in der ersten Runde aus, wie auch bei den Junioreneuropameisterschaften im darauf folgenden Jahr in Tallinn mit 2:07,16 min. 2013 belegte sie in 2:02,12 min Platz fünf bei den Halleneuropameisterschaften in Göteborg. Anschließend gewann sie bei den U23-Europameisterschaften in Tampere in 2:01,90 min die Silbermedaille hinter der Rumänin Mirela Lavric. Zudem belegte sie mit der ukrainischen 4-mal-400-Meter-Staffel in 3:31,14 min den vierten Platz. Sie qualifizierte sich auch für die Weltmeisterschaften in Moskau, bei denen sie im Einzelbewerb mit 2:00,98 min in der Vorrunde ausschied und mit der Staffel mit 3:27,38 min im Finale den vierten Platz belegte. Im Jahr darauf schied sie bei den Hallenweltmeisterschaften in Sopot mit 2:02,71 min im Vorlauf über 800 Meter aus und im Sommer gewann sie bei den Europameisterschaften in Zürich ukrainischen Staffel die Silbermedaille, indem sie der Mannschaft zum Finaleinzug verhalf. 2015 war sie Teil der ukrainischen Staffel, die Platz sechs bei den Weltmeisterschaften in Peking erreichte. Über 800 Meter gelangte sie diesmal bis ins Halbfinale und schied dort mit 1:58,94 min aus. Im Jahr darauf qualifizierte sie sich für eine Teilnahme an den Olympischen Spielen in Rio de Janeiro und kam dort mit 2:03,02 min nicht über den Vorlauf hinaus.
2017 schied sie bei den Halleneuropameisterschaften in Belgrad mit 2:06,33 min in der ersten Runde über 800 Meter aus und mit der Staffel gewann sie in 3:32,10 min gemeinsam mit Olha Bibik, Tetjana Melnyk und Anastassija Bryshina die Bronzemedaille hinter den Teams aus Polen und dem Vereinigten Königreich. Im August startete sie bei den Weltmeisterschaften in London und kam dort mit 2:02,07 min nicht über den Vorlauf hinaus. Anschließend gewann sie bei der Sommer-Universiade in Taipeh in 2:03,11 min die Silbermedaille hinter der Kubanerin Rose Mary Almanza. Im Jahr darauf schied sie bei den Hallenweltmeisterschaften in Birmingham mit 2:03,81 min in der Vorrunde aus und im August sicherte sie sich bei den Europameisterschaften in Berlin in 2:00,79 min die Bronzemedaille hinter ihrer Landsfrau Natalija Krol und Rénelle Lamote aus Frankreich. 2019 gewann sie dann bei den Halleneuropameisterschaften in Glasgow in 2:03,24 min die Bronzemedaille hinter der Britin Shelayna Oskan-Clarke und Rénelle Lamote aus Frankreich. Im Juni wurde sie beim Meeting International Mohammed VI d’Athlétisme de Rabat in 2:00,35 min Dritte und Ende September schied sie bei den Weltmeisterschaften in Doha mit 2:00,72 min im Halbfinale aus. Zudem erreichte sie mit der Staffel das Finale und belegte dort in 3:27,48 min den sechsten Platz. 2022 kam sie bei den Weltmeisterschaften in Eugene mit 2:02,16 min in der ersten Runde aus. Anschließend schied sie bei den Europameisterschaften in München mit 2:02,91 min ebenfalls im Vorlauf aus. 
2023 wurde sie bei der 2. Liga der Team-Europameisterschaft im Rahmen der Europaspiele in Chorzów in 4:10,99 min Vierte über 1500 Meter. Im Juli siegte sie in 2:01,82 min über 800 Meter bei den Balkan-Meisterschaften in Kraljevo und schied dann bei den Weltmeisterschaften in Budapest mit 2:03,11 min in der ersten Runde aus. Im Jahr darauf siegte sie bei den Balkan-Meisterschaften in Izmir in 2:01,11 min über 800 Meter, ehe sie kurz darauf bei den Europameisterschaften in Rom mit 2:01,51 min im Vorlauf ausschied.
In den Jahren 2020 und 2022 wurde Ljachowa ukrainische Meisterin im 800-Meter-Lauf im Freien sowie 2018 in der Halle. Zudem wurde sie 2019 Hallenmeisterin über 3000 Meter.

## Persönliche Bestzeiten
- 400 Meter: 52,05 s, 25. Juli 2013 in Donezk
  - 400 Meter (Halle): 53,42 s, 18. Februar 2017 in Sumy
- 800 Meter: 1:58,64 min, 13. September 2015 in Rieti
  - 800 Meter (Halle): 2:00,92 min, 12. Februar 2017 in Metz
- 1500 Meter: 4:10,99 min, 22. Juni 2023 in Chorzów
  - 3000 Meter (Halle): 9:39,62 min, 8. Februar 2019 in Sumy

## Persönliches
Nach dem russischen Überfall auf die Ukraine 2022 flüchtete Ljachowa mit ihrer Familie von ihrem Wohnort Krementschuk in die Schweiz.